# ملعب اليرموك

ملعب اليرموك

ملعب اليرموك هو ملعب تابع لجمعية كرة القدم في مدينة غزة. ويعد ملعب اليرموك واحد من أقدم الملاعب الفلسطينية، فقد تم بناءه عام 1952، ويتسع ل9,000 متفرج. يعتبر الملعب أحد أكبر الملاعب على مستوى قطاع غزة، حيث تتخذه عدد من الفرق المحلية كملعب رئيسي لخوض مبارياتها في الدوري المحلي. إلى جانب دوره الرياضي، يستغل الغزيون ملعب اليرموك لعقد الاحتفالات والمهرجانات الكبيرة كالأفراح الجماعية والمهرجانات الوطنية. وبالرغم من دوره الرياضي والاجتماعي المدني، إلا أن ذلك لم يشفع له من بطش آلة الحرب الإسرائيلية، ففي حرب عامود السحاب 2012- والتي يسميها الفلسطينيون"حجارة السجيل"- تعرض الملعب إلى قصف عنيف من الطائرات الحربية الإسرائيلية استهدف الجهة الجنوبية للملعب والمدرجات الشرقية، الأمر الذي تسبب بدمار كبير في الملعب.